# Hans Gillhaus
Hans Gillhaus (født 5. november 1963) er en tidligere hollandsk fodboldspiller.

## Hollands fodboldlandshold
| Hollands landshold | Hollands landshold | Hollands landshold |
| År                 | Kmp                | Mål                |
| ------------------ | ------------------ | ------------------ |
| 1987               | 2                  | 2                  |
| 1988               | 0                  | 0                  |
| 1989               | 0                  | 0                  |
| 1990               | 5                  | 0                  |
| 1991               | 0                  | 0                  |
| 1992               | 0                  | 0                  |
| 1993               | 0                  | 0                  |
| 1994               | 2                  | 0                  |
| Total              | 9                  | 2                  |